# Tin Dekkers
Gerardus Cornelis „Tin” Dekkers (ur. 18 września 1916 w Rotterdamie, zm. 8 października 2005 w Orp-Jauche) – holenderski bokser, medalista mistrzostw Europy.
Uczestnicząc w Igrzyskach Olimpijskich w Berlinie w 1936 roku, doszedł do ćwierćfinału w kategorii średniej.
Srebrny medalista Mistrzostw Europy 1937 w wadze średniej (przegrał z Henrykiem Chmielewskim).